# Final Fantasy: Legend of the Crystals
 (octobre 2019).
Si vous disposez d'ouvrages ou d'articles de référence ou si vous connaissez des sites web de qualité traitant du thème abordé ici, merci de compléter l'article en donnant les références utiles à sa vérifiabilité et en les liant à la section « Notes et références ».
Final Fantasy: Legend of the Crystals (ファイナルファンタジー, Fainaru Fantajī) est un anime sorti en 1994 basé sur la licence Final Fantasy. Cette série consiste en une suite de quatre épisodes dont l'univers est basé sur celui du jeu Final Fantasy V.
En France, la série a vu le jour sous forme de deux VHS de deux épisodes chacune. La version française étant sortie avant la version internationale, elle bénéficie d'une traduction directe du japonais et garde le nom sobre de Final Fantasy de la version d'origine.

## Synopsis
Au moment où se déroule l'histoire, 200 ans ont passé depuis que Bartz et ses compagnons ont sauvé les deux mondes de la menace de ExDeath. Malheureusement, ceux-ci sont à nouveau menacés par une force qui cherche à prendre possession des quatre célèbres cristaux représentant les quatre éléments fondamentaux, sans qui la vie ne serait plus possible : l'eau, la terre, le feu et le vent…
Linaly, une descendante de Bartz, ainsi que son ami et protecteur Pritz partent alors pour le Temple du Vent où ils espèrent trouver la source de ce nouveau danger…

## Épisodes
1. Le Chapitre du Vent
2. Le Chapitre du Feu
3. Le Chapitre du Dragon
4. Le Chapitre de l'Étoile

## Fiche technique
- Titre original : ファイナルファンタジー (OVA) (Final Fantasy (OVA))
- Titre français : Final Fantasy
- Titre international : Final Fantasy: Legend of the Crystals
- Pays d'origine :  Japon
- Langue originale : japonais
- Responsable du projet : Kenichiro Utsunomiya
- Idée originale : Square Soft
- Directeur général : Rintaro
- Réalisateurs : Rintaro (Chap: Vent, Étoile), Naoto Kanda (Chap:Feu), Tomihiko Ohkubo (Chap: Dragon)
- Assistants Réalisateurs : Naoto Kanda (Chap: Vent, Étoile), Hiroyuki Tanaka (Chap: Feu, Dragon)
- Scénario : Satoru Akahori (intégralité de l'œuvre), Masayori Sekijima (Chap: Feu)
- Musique : Masahiko Satō
- Producteur musique : Norihiko TADA
- Directeurs d'animation : Kunihiko Sakurai, Katsutake Kimizuka, Minoru Kitao
- Directeur artistique : Hidetoshi Kaneko
- Character-Design : Yoshinori Kanemori, Kunihiko Sakurai
- Mecha-Design : Seiji Handa
- Directeur Photographie : Hiroshi Yamauchi
- Supervision : Hironobu Sakaguchi, Nobuo Uematsu
- Producteurs : Yojiro Shirakawa, Tetsuo Daitoku, Yuji Takae
- Société de production : Squaresoft
- Société de production musique : Nippon Columbia, Epic Records Japan
- Société de production sonore : Arts Production
- Sociétés de distribution : NTT Publishing
- Planification de la coopération : Shueisha V Jump
- Version française :
  - Éditeur commercial : Panda films
  - Distributeur : Ciné Horizon
  - Adaptation : Studio Francis Jarenne
  - Traduction : Midori Amo
  - Réalisation : François Jacques
  - Post-Production : Philippe Henry
  - Planning : Philippe Christin, Charles Ferraut, Studio East Meet West
  - Moyens audio-visuels : Skyway Multimédias
  - Producteur : Laurent Preyale
- Durée : 4 x 30 minutes
- Dates de sortie :
  - Japon : 1994
  - France : 1996
  - Amérique du Nord : 1997-1998

## Distribution
| Personnages | Japonais   | Doublage japonais | Doublage anglais | Doublage français   |
| ----------- | ---------- | ----------------- | ---------------- | ------------------- |
| Pritz       | プリッツ   | Rica Matsumoto    | Matt Miller      | Jean Cauchy         |
| Linaly      | リナリー   | Yūko Minaguchi    | Sherry Lynn      | Cassandre Hornez    |
| Balkas      | バルガス   | Shigeru Chiba     | John DeMita      | Emmanuel Barouiller |
| Rouge       | ルージュ   | Fumi Hirano       | K.T. Vogt        | Marie Maffre        |
| Ra Devil    | ラーデビル | Kenichi Ogata     | Michael Sorich   | non crédité         |
| Reine Lenna | レナ       | Hiroko Kasahara   | Barbara Goodson  | non crédité         |
| Mido        | ミド       | Etsuko Kozakura   | Julia Fletcher   | Marie Maffre        |
| Gush Hassam | ハシム     | Kei Tomiyama      | John Hostetter   | non crédité         |